# Prinsbisdom Passau
Het prinsbisdom Passau was een tot de Beierse Kreits behorend bisdom of sticht binnen het Heilige Roomse Rijk, met als centrum de stad Passau. Het prinsbisdom had rond 1800 een oppervlakte van 1100 km².

## Geschiedenis
In 737 is er voor het eerst een bisschop bekend, Vivlio, die in 739 door Bonifatius wordt bevestigd. Sinds 798 behoorde het bisdom tot de kerkprovincie Salzburg. Keizer Otto III verleende in 999 de bisschop de markt, de tol en het banrecht in Passau en keizer Hendrik II het Nordwald tussen de Ilz en de Rottel. In 1193 verwierf de bisschop de rijke koninklijke abdij Niedernburg. Door de belening in 1217 met de Ilzgouw werd de bisschop van Passau rijksvorst.
In de achttiende eeuw verloor het (geestelijke) bisdom veel gebied aan de nieuwe bisdommen in Oostenrijk. Als tegenprestatie werd het bisdom in 1728 onafhankelijk van de kerkprovincie Salzburg.
In 1730 werd de heerlijkheid Neuburg gekocht van de graaf van Lamberg-Sprinzenstein. In 1765 werd de heerlijkheid Rannarigl van Oostenrijk verworven.
Paragraaf 1 van de Reichsdeputationshauptschluss van 25 februari 1803 kende een klein deel van het vorstdendom toe aan de groothertog van Toscane voor zijn nieuw te vormen keurvorstendom Salzburg: het aan de overkant van de Ilz en de Inn (de Oostenrijkse kant) gelegen deel van het bisdom Passau, doch zonder de Innstad en de Ilzstad.
Paragraaf 2 kende het bisdom aan het keurvorstendom Beieren toe, met uitzondering van de in paragraaf 1 genoemde delen.
Artikel 8 van de Vrede van Presburg van 26 december 1805 gaf het voormalige Passauer gebied van het keurvorstendom Salzburg aan Beieren, zodat het gebied weer herenigd kon worden.

## Bezit
- stad Passau
- het landgerecht Oberhaus
- de heerlijkheden Neuburg, Rannarigl, Viechtenstein, Hafnerzell of Obernzell, Leoprechting, Wegscheid, Riedenburg en Obernberg
- het rechterambt Waldkirchen
- de sloten Starhemberg en Pihrensein

## Regenten
- 738- 745: Vivilo
- 745- 748: Beatus
- 749- 756: Sidonius
- 756- 765: Anthelm(us)
- 765- 774: Wiserich
- 774- 804: Walderich (Waltrich)
- 805- 806: Urholf
- 806- 817: Hatto
- 818- 838: Reginhar
- 840- 866: Hartwich
- 866- 874: Hermanrich/Ermerich/Ermanrich
- 874- 897: Engelmar
- 898- 899: Wiging
- 899- 903: Richhar
- 903- 915: Burghard
- 915- 931: Gundbold
- 931- 946: Gerhard
- 946- 970: Adalbert I
- 971- 991: Pilgrim
- 991-1013: Christiaan
- 1013-1045: Berngar/Berengar
- 1045-1065: Engelbert
- 1065-1091: Altmann van Rohrberg(Lambach/Wels ?)
- 1085-1087: Hermann van Eppenstein
- 1092-1121: Ulrich I
- 1121-1138: Reginhar
- 1138-1148: Reginbert van Hagenau
- 1148-1164: Koenraad I van Oostenrijk (huis Babenberg) (1164-1168: aartsbisschop van Salzburg)
- 1164-1166: Rudbrecht/Rudbert
- 1166-1168: Albero
- 1169-1172: Hendrik van Berg
- 1172-1190: Dietpold van Berg
- 1191-1204: Wolfgar van Leubrechtskirchen (Ellbrechtskirchen) (1204-1218: patriarch van Aquileja)
- 1204-1205: Poppo
- 1206-1215: Mangold van Berg
- 1215-1221: Ulrich II van Andechs-Meranien (Berg?)
- 1222-1232: Gebhard van Pleyen-Hardegg
- 1233-1250: Rudgar van Radeck
- 1250-1254: Bertold van Pietengau/Sigmaringen
- 1254-1265: Otto van Lonsdorf
- 1265-1280: Petrus/Peter Wratislaw
- 1280-1282: Wighard van Pollheim
- 1282-1285: Gotfried I
- 1285-1313: Wernhard van Prambach/Bernhard van Brambach
- 1313-1320: vacant, met de passage van onder meer Hendrik I van Dauphiné de Vienne (1317-1319)
- 1320-1342: Albrecht II van Saksen
- 1342-1362: Gotfried II van Weißeneck
- 1362-1380: Albrecht III van Winkel
- 1381-1387: Johan van Scherffenberg
- 1387-1389: Ruprecht van Berg
- 1387-1423: Georg I van Hohenlohe
- 1423-1451: Leonhard van Layming
- 1451-1479: Ulrich III van Nußdorf
- 1479-1480/2: Georg II Heßler (Hassler)(kardinaal)
- 1482-1485: Fredrik I Mauerkircher
- 1485-1490: Frederik II van Oettingen
- 1490-1500: Christoph van Schachner
- 1500-1517: Wiguleus Fröschl van Marzoll
- 1517-1540: Ernst van Beieren (administrator)
- 1541-1555: Wolfgang I van Salm-Neuburg
- 1555-1561: Wolfgang II van Closen
- 1561-1598: Urbanus van Trenbach
- 1598-1626: Leopold X van Oostenrijk
- 1626-1662: Leopold Willem van Oostenrijk
- 1662-1664: Karel Jozef van Oostenrijk
- 1664-1673: Wenzeslaus van Thun (Wenzel)
- 1673-1689: Sebastiaan van Pötting
- 1698-1712: Johann Philips van Lamberg
- 1713-1722: Raimund Ferdinand van Rabatta
- 1723-1761: Josef Dominikus van Lamberg
- 1761-1763: Josef Maria van Thun en Hohenstein
- 1763-1783: Leopold Ernst van Firmian (1748-1755: bisschop van Trente)
- 1783-1795: (Frans) Josef van Auersperg (1763-1772: bisschop van Lavant; 1772-1783: bisschop van Gurk)
- 1795-1796: Thomas (Johan) van Thun en Hohenstein
- 1796-1803: Leopold (Leonhard) van Thun